# روکفورد (میشیگان)
روکفورد، میشیگان (به انگلیسی: Rockford, Michigan) یک شهر در ایالات متحده آمریکا با جمعیت ۵٬۷۱۹ نفر است که در میشیگان واقع شده‌است.

## موقعیت جغرافیایی
موقعیت جغرافیایی شهرها و مناطق اطراف به شرح زیر است: